# 1467
Il 1467 (MCDLXVII in numeri romani) è un anno  del XV secolo.

## Eventi
- 25 luglio – Battaglia della Riccardina.Venne combattuta tra la Repubblica di Venezia e la Repubblica di Firenze. L'esito della battaglia ancora oggi rimane incerto.
- Fallisce il tentativo di Venezia e dei Soderini di conquistare Firenze.
- 15 dicembre – Battaglia di Baia: L'Ungheria tenta di riportare sotto il proprio controllo il principato moldavo, ma lo scontro si concluse con una netta vittoria del voivoda moldavo Ștefan III cel Mare.
- Inizio Costruzione del castello di Brucoli (SR) Per volere di Giovanna Enríquez

## Nati
- 1º gennaio - Sigismondo I Jagellone, re († 1548)
- 31 gennaio - Giorgio Andreasi, vescovo cattolico italiano († 1549)
- 2 febbraio - Colomba da Rieti, monaca cristiana italiana († 1501)
- 19 marzo - Bartolomeo della Rocca, astrologo italiano († 1504)
- 21 marzo - Caritas Pirckheimer, religiosa e umanista tedesca († 1532)
- 25 marzo - Bianca Bentivoglio, nobile († 1519)
- 31 maggio - Sibilla di Hohenzollern, nobile († 1524)
- 26 giugno - Ferdinando II di Napoli, sovrano italiano († 1496)
- 25 agosto - Francisco Fernández de la Cueva, nobile spagnolo († 1526)
- 10 settembre - Girolamo Amaseo, umanista italiano († 1517)
- 21 ottobre - Giovanni il Popolano, politico italiano († 1498)
- 26 ottobre - Girolamo degli Azzoni Avogaro, letterato italiano († 1519)
- 9 novembre - Carlo di Gheldria, nobile olandese († 1538)
- 9 novembre - Filippina di Gheldria, nobile francese († 1547)
- 17 novembre - Pedro Álvares Cabral, navigatore e esploratore portoghese († 1520)
- Antonello da Palermo, pittore italiano († 1542)
- Giovanni Antonio Boltraffio, pittore italiano († 1516)
- John Bourchier, politico britannico († 1533)
- Alberto Bruno da Asti, giurista, avvocato e politico italiano († 1541)
- Piers Butler, VIII conte di Ormond, politico irlandese († 1539)
- Raimondo de Cardona, generale spagnolo († 1522)
- Gevhermüluk Sultan, principessa ottomana († 1550)
- Giovanni III de La Tour d'Auvergne, nobile († 1501)
- Leonardo Trissino, avventuriero italiano († 1511)
- John Mair, filosofo scozzese († 1550)
- Galeazzo Mondella, orafo e medaglista italiano
- Sinibaldo II Ordelaffi, nobile italiano († 1480)
- Giovanna del Monferrato, nobildonna italiana († 1490)
- Pellegrino da San Daniele, pittore italiano († 1547)
- Radu IV cel Mare, rumeno († 1508)
- Chiara Sforza, nobildonna italiana († 1531)
- Al-Hadi ben Isa, mistico marocchino († 1526)
- Domenico Tasso, cavaliere italiano († 1538)
- Toki Masafusa, militare giapponese († 1519)
- Innico II d'Avalos, nobile e condottiero italiano († 1503)
- Kaspar von Silenen, ufficiale svizzero († 1517)

## Morti
- 11 febbraio - Gianfrancesco I Pico, condottiero e nobile italiano
- 28 febbraio - Pietro Raimondo Zacosta, spagnolo
- 6 marzo - Eleanor Beauchamp, nobile inglese (n. 1408)
- 13 marzo - Vettore Cappello, mercante, politico e militare italiano
- 29 marzo - Matteo Paleologo Asen, nobile e generale bizantino
- 20 aprile - Dorotea Gonzaga, nobile (n. 1449)
- 30 aprile - Giovanni di Valois-Angoulême, conte (n. 1399)
- 26 maggio - Caterina Rangoni, nobile
- 15 giugno - Filippo III di Borgogna, nobile (n. 1396)
- 3 settembre - Eleonora d'Aviz, principessa portoghese (n. 1434)
- 21 settembre - Niccolò Piccolomini, arcivescovo cattolico italiano
- 7 ottobre - Guido I Rangoni, condottiero italiano
- 9 ottobre - Khushqadam, sultano egiziano (n. 1413)
- 12 ottobre - Juan de Mella, cardinale e vescovo cattolico spagnolo (n. 1397)
- 11 novembre - Enrico IX l'Anziano, nobile polacco
- 11 novembre - Jahan Shah, sovrano turkmeno
- 15 dicembre - Jöns Bengtsson Oxenstierna, arcivescovo cattolico svedese (n. 1417)
- Marcolino Barbavara, nobile, politico e diplomatico italiano
- Polissena Condulmer, nobildonna italiana
- Ludwig von Erlichshausen, nobile tedesco (n. 1410)
- Andrea Fasolo, notaio italiano
- Spinetta Fregoso, doge (n. 1400)
- Ludovico Malvezzi, nobile e condottiero italiano (n. 1418)
- Maria di Tver', nobile (n. 1442)
- Mariano Socini il vecchio, giurista italiano (n. 1401)
- Apollonio Massaini, vescovo cattolico italiano
- Hans Multscher, pittore e scultore tedesco
- Paolino di Giovanni, intagliatore italiano
- Pietro dall'Orto, vescovo cattolico italiano
- Priamo della Quercia, pittore e miniatore italiano
- Tanush Thopia, nobile albanese
- Gaspare da Vimercate, condottiero italiano

## Calendario
| Calendario 1467 | Calendario 1467 | Calendario 1467 | Calendario 1467 | Calendario 1467 | Calendario 1467 | Calendario 1467 | Calendario 1467 | Calendario 1467 | Calendario 1467 | Calendario 1467 | Calendario 1467 | Calendario 1467 | Calendario 1467 | Calendario 1467 | Calendario 1467 | Calendario 1467 | Calendario 1467 | Calendario 1467 | Calendario 1467 | Calendario 1467 | Calendario 1467 | Calendario 1467 | Calendario 1467 | Calendario 1467 | Calendario 1467 | Calendario 1467 | Calendario 1467 | Calendario 1467 | Calendario 1467 | Calendario 1467 | Calendario 1467 | Calendario 1467 |
| --------------- | --------------- | --------------- | --------------- | --------------- | --------------- | --------------- | --------------- | --------------- | --------------- | --------------- | --------------- | --------------- | --------------- | --------------- | --------------- | --------------- | --------------- | --------------- | --------------- | --------------- | --------------- | --------------- | --------------- | --------------- | --------------- | --------------- | --------------- | --------------- | --------------- | --------------- | --------------- | --------------- |
|                 | 1               | 2               | 3               | 4               | 5               | 6               | 7               | 8               | 9               | 10              | 11              | 12              | 13              | 14              | 15              | 16              | 17              | 18              | 19              | 20              | 21              | 22              | 23              | 24              | 25              | 26              | 27              | 28              | 29              | 30              | 31              |                 |
| Gennaio         | Gi              | Ve              | Sa              | Do              | Lu              | Ma              | Me              | Gi              | Ve              | Sa              | Do              | Lu              | Ma              | Me              | Gi              | Ve              | Sa              | Do              | Lu              | Ma              | Me              | Gi              | Ve              | Sa              | Do              | Lu              | Ma              | Me              | Gi              | Ve              | Sa              |                 |
| Febbraio        | Do              | Lu              | Ma              | Me              | Gi              | Ve              | Sa              | Do              | Lu              | Ma              | Me              | Gi              | Ve              | Sa              | Do              | Lu              | Ma              | Me              | Gi              | Ve              | Sa              | Do              | Lu              | Ma              | Me              | Gi              | Ve              | Sa              |                 |                 |                 |                 |
| Marzo           | Do              | Lu              | Ma              | Me              | Gi              | Ve              | Sa              | Do              | Lu              | Ma              | Me              | Gi              | Ve              | Sa              | Do              | Lu              | Ma              | Me              | Gi              | Ve              | Sa              | Do              | Lu              | Ma              | Me              | Gi              | Ve              | Sa              | Do              | Lu              | Ma              |                 |
| Aprile          | Me              | Gi              | Ve              | Sa              | Do              | Lu              | Ma              | Me              | Gi              | Ve              | Sa              | Do              | Lu              | Ma              | Me              | Gi              | Ve              | Sa              | Do              | Lu              | Ma              | Me              | Gi              | Ve              | Sa              | Do              | Lu              | Ma              | Me              | Gi              |                 |                 |
| Maggio          | Ve              | Sa              | Do              | Lu              | Ma              | Me              | Gi              | Ve              | Sa              | Do              | Lu              | Ma              | Me              | Gi              | Ve              | Sa              | Do              | Lu              | Ma              | Me              | Gi              | Ve              | Sa              | Do              | Lu              | Ma              | Me              | Gi              | Ve              | Sa              | Do              |                 |
| Giugno          | Lu              | Ma              | Me              | Gi              | Ve              | Sa              | Do              | Lu              | Ma              | Me              | Gi              | Ve              | Sa              | Do              | Lu              | Ma              | Me              | Gi              | Ve              | Sa              | Do              | Lu              | Ma              | Me              | Gi              | Ve              | Sa              | Do              | Lu              | Ma              |                 |                 |
| Luglio          | Me              | Gi              | Ve              | Sa              | Do              | Lu              | Ma              | Me              | Gi              | Ve              | Sa              | Do              | Lu              | Ma              | Me              | Gi              | Ve              | Sa              | Do              | Lu              | Ma              | Me              | Gi              | Ve              | Sa              | Do              | Lu              | Ma              | Me              | Gi              | Ve              |                 |
| Agosto          | Sa              | Do              | Lu              | Ma              | Me              | Gi              | Ve              | Sa              | Do              | Lu              | Ma              | Me              | Gi              | Ve              | Sa              | Do              | Lu              | Ma              | Me              | Gi              | Ve              | Sa              | Do              | Lu              | Ma              | Me              | Gi              | Ve              | Sa              | Do              | Lu              |                 |
| Settembre       | Ma              | Me              | Gi              | Ve              | Sa              | Do              | Lu              | Ma              | Me              | Gi              | Ve              | Sa              | Do              | Lu              | Ma              | Me              | Gi              | Ve              | Sa              | Do              | Lu              | Ma              | Me              | Gi              | Ve              | Sa              | Do              | Lu              | Ma              | Me              |                 |                 |
| Ottobre         | Gi              | Ve              | Sa              | Do              | Lu              | Ma              | Me              | Gi              | Ve              | Sa              | Do              | Lu              | Ma              | Me              | Gi              | Ve              | Sa              | Do              | Lu              | Ma              | Me              | Gi              | Ve              | Sa              | Do              | Lu              | Ma              | Me              | Gi              | Ve              | Sa              |                 |
| Novembre        | Do              | Lu              | Ma              | Me              | Gi              | Ve              | Sa              | Do              | Lu              | Ma              | Me              | Gi              | Ve              | Sa              | Do              | Lu              | Ma              | Me              | Gi              | Ve              | Sa              | Do              | Lu              | Ma              | Me              | Gi              | Ve              | Sa              | Do              | Lu              |                 |                 |
| Dicembre        | Ma              | Me              | Gi              | Ve              | Sa              | Do              | Lu              | Ma              | Me              | Gi              | Ve              | Sa              | Do              | Lu              | Ma              | Me              | Gi              | Ve              | Sa              | Do              | Lu              | Ma              | Me              | Gi              | Ve              | Sa              | Do              | Lu              | Ma              | Me              | Gi              |                 |